# Elaeagnus lanceolata
Elaeagnus lanceolata — вид квіткових рослин з родини маслинкових (Elaeagnaceae). Поширення: Північно-Центральний, Південно-Центральний і Південно-Східний Китай.

## Середовище
Населяє долинні ліси; на висотах 300–2900 метрів.

## Біоморфологічна характеристика
Це вічнозелений кущ заввишки до 4 метрів. Колючки відсутні або на старих гілочках; молоді гілки густо лускаті. Ніжка листка жовто-коричнева, 5–7 мм; листова пластинка ланцетна, довгасто-ланцетна або вузько довгаста, 5–15 × 1.5–8 см, знизу густо сріблясто луската, в молодості зверху луската, потім ± гола, бічних жилок 8–12 з кожного боку середньої жилки, основа округла, край цільний, загострений, верхівка загострена. Квітки часто по 3–5 в пазухах, жовтувато-білі, зовні густо сріблясто-лускаті. Квітконіжка 3–5 мм, тонка. Трубка чашечки трубчаста, 5–6 мм; частки широко трикутні, 2.5–3 мм, всередині рідко білі зірчасті, верхівка загострена. Кістянка червона, еліпсоїдна, 1.2–1.5 × 0.5–0.6 см, густо луската. Цвітіння: серпень — жовтень; плодіння: квітень і травень.